# شهرستان کلارک (آلاباما)
شهرستان کلارک، آلاباما (به انگلیسی: Clarke County, Alabama) شهرستانی در ایالات متحده آمریکا است که در آلاباما واقع شده‌است.

## خصوصیات
شهرستان کلارک ۳٬۲۴۵٫۲۷ کیلومترمربع مساحت دارد.